# Parti pour la prospérité démocratique
Le Parti pour la prospérité démocratique (Партија за демократски просперитет, ПДП ou PDP) est un parti politique macédonien représentant les intérêts des Albanais de Macédoine du Nord.

## Histoire
Fondé en 1990, membre de coalitions gouvernementales dirigées par l'Union sociale-démocrate de Macédoine entre 1992 et 1998, le Parti de la prospérité démocratique a vu son influence diminuer graduellement au cours des années 1990 et 2000. Au début de mars 1994, les représentants du parti entrent à Lopaté (village de Koumanovo). Ils maintiennent une assemblée à l'école du village en y invitants les Albanais du village. Ils faisaient leur propagande pour éloigner les Albanais du Parti démocratique des Albanais et les détourner vers le PDP. Il y eut un éclatement musclé entre ces représentants et une famille du village. Obtenant deux mandats en 2002, il se présente en coalition aux côtés de l'Union démocratique pour l'intégration en 2006 et obtient trois sièges de députés. Le Parti s'effondre en 2008, n'obtenant que 0,53 % des voix et aucun siège.